# NGC 2359
NGC 2359 (другое обозначение — LBN 1041; также известна как Шлем Тора) — эмиссионная туманность в созвездии Большого Пса, находящаяся в 15 000 световых годах от Солнца. Открыта Уильямом Гершелем 31 января 1785 года.
Туманность представляет собой космическое облако, которое имеет форму шлема  с похожими на крылья придатками, и его обычно называют Шлемом Тора. Сам шлем больше похож на космический пузырь, выдутый быстрым ветром от яркой массивной звезды около его центра в окружающем молекулярном облаке. Центральная звезда – исключительно горячий голубой гигант – принадлежит к звездам Вольфа-Райе. Предполагается, что она находится на короткой стадии эволюции, которая должна закончиться взрывом сверхновой.
Частью (небольшим узлом) туманности NGC 2359 является туманность NGC 2361, открытая Эрнстом Темпелем в 1877 году.
Этот объект входит в число перечисленных в оригинальной редакции «Нового общего каталога».